# Ото I (Золмс-Лаубах)
Вижте пояснителната страница за други личности с името Ото I.
Ото I фон Золмс-Лаубах (на немски: Otto I zu Solms-Laubach; * 11 май 1496 в Лих; † 14 май 1522 в Лих в Хесен; 1496) е граф на Золмс-Лаубах.
Той е вторият син на граф Филип фон Золмс-Хоензолмс-Лих (1468 – 1544) и първата му съпруга Адриана фон Ханау-Мюнценберг (1470 – 1524), дъщеря на граф Филип I фон Ханау-Мюнценберг (1449 – 1500) и съпругата му графиня Адриана фон Насау-Диленбург (1449 – 1477), дъщеря на граф Йохан IV фон Насау-Диленбург. Внук е на Куно фон Золмс-Лих († 23 май 1477, погребан в Лих) и съпругата му Валпургис вилд- и рейинграфиня фон Салм-Даун-Кирбург (1440 – 1493). По-големият му брат е граф Райнхард I фон Золмс-Лих (1491 – 1562), женен на 13 януари 1524 г. за графиня Мария фон Сайн (1505 – 1586). По-голямата му сестра Доротея фон Золм-Лих (1493 – 1578), се омъжва 1512 г. за граф Ернст II фон Мансфелд-Фордерорт (1479 – 1531).
Ото I умира на 14 май 1522 г. в Лих и е погребан там.

## Фамилия
Ото I се жени на 7 септември 1519 г. на 23 години за принцеса Анна фон Мекленбург-Шверин (* 14 септември 1485, † 12 май 1525), вдовица на ландграф Вилхелм II фон Хесен, дъщеря на херцог Магнус II фон Мекленбург-Шверин и София Померанска-Волгаст. Той умира след три години. Те имат децата:
- Мария (* 16 юли 1520; † 1522)
- Фридрих Магнус I фон Золмс-Лаубах (* 1 октомври 1521; † 13 януари 1561), граф на Золмс-Лаубах, женен на 11 юни 1545 г. за графиня Агнес фон Вид († 1588)
- Анна (* 12 ноември 1522; † 9 май 1594), омъжена през 1540 г. в Рьомхилд за граф Лудвиг Казимир фон Хоенлое-Валденбург-Нойенщайн (1517 – 1568)